# Bomarea chaparensis
Bomarea chaparensis är en alströmeriaväxtart som beskrevs av Hofreiter. Bomarea chaparensis ingår i släktet Bomarea och familjen alströmeriaväxter.
Artens utbredningsområde är Bolivia. Inga underarter finns listade i Catalogue of Life.